# Entr'acte
Entr'acte és un curtmetratge francès de l'any 1924 dirigit per René Clair, que la va estrenar com a interludi de la producció dels Ballets Suecs Relâche al Théâtre des Champs-Élysées de París. La pel·lícula Relâche està basat en un llibre i té decorats de Francis Picabia, està produïda per Rolf de Maré i la seva coreografia va ser feta per Jean Börlin. La música tant del ballet com de la pel·lícula és obra d'Erik Satie.

## Producció

### Desenvolupament
Per aquesta producció, els dadaistes que van col·laborar en el projecte van inventar un nou mode de producció: linstantaneisme. La pel·lícula completa dura unes 20 minuts i en ella usa tècniques com mostrar gent córrer a càmera lenta, seqüències que es mostren invertides en el temps, una ballarina des de sota, un ou sobre una font d'aigua que és disparat i de sobte es converteix en un ocell i gent que desapareix. El càsting va incloure cameos de Francis Picabia, Erik Satie, Man Ray, Marcel Duchamp, Jean Borlin (director dels Ballets Suecs), Georges Auric, i Clair mateix. El director de l'orquestra a l'estrena va ser Roger Désormière.

## Estrena

### Seqüència cinematogràfica
La cinta està formada per les següents dues parts:
- Una seqüència d'uns 90 segons (les indicacions temporals són aproximades: les tècniques cinematogràfiques i musicals de l'època no permetien tenir precisió temporal), en què apareixen Satie i Picabia disparant un canó des de dalt d'un edifici. Aquesta seqüència, com a pel·lícula muda, es va reproduir al principi del ballet, just després de la "petita obertura" ("Ouverturette"), i abans que s'aixequi la cortina ("Rideau"). La música d'aquesta part de la pel·lícula s'anomena "Projectionnette", i és inclosa com el segon ítem de la partició de Relâche. Sembla no haver-hi cap esforç real per sincronitzar la música amb les accions en aquesta part de la pel·lícula. Probablement la música "Projectionnette" va ser interpretada dues o tres vegades abans de procedir a la part musical coneguda com "Rideau".

- La resta de la pel·lícula va fer d'interludi dels dos actes del ballet. La partitura d'aquesta part de la pel·lícula no està inclosa en la partició Relâche, sinó que va ser escrita per Satie en una partitura separada, titulada "Cinéma". Aquesta part de la música conté zones "ampliable" de repetició, per tal de coincidir amb el començament d'una nova melodia amb certs esdeveniments de la pel·lícula. Així doncs, va ser un dels primers exemples de sincronització de música en el cinema. A la partitura, Satie va llistar fins a 10 seccions que estaven associades a escenes de la pel·lícula.

L'any 1974, es va mostrar la pel·lícula al Festival Cinema de Canes.

### DVD
El curt es va incloure en el DVD de Criterion Collection de la pel·lícula de Clair Visca la llibertat! (1931).